# أنطونيو غارسيا فيغا
أنطونيو غارسيا فيغا (بالإسبانية: Antonio García Vega)‏ هو رسام مكسيكي، ولد في 1954 في مدينة مكسيكو في المكسيك.

## وصلات خارجية
- الموقع الرسمي